# Síbia del Nepal
La síbia del Nepal (Actinodura nipalensis) és una espècie d'ocell de la família dels leiotríquids (Leiothrichidae) que habita als sotaboscs dels boscos del nord-est de l'Índia, el Nepal, Bhutan i el sud-est del Tibet. Es troba preferiblement entre els 2.300 i els 3.300 metres d'altitud.